# Жанна д’Арк в Домреми
Детство и ранняя юность Жанны — Большую часть своей жизни Жанна д’Арк прожила в деревне Домреми, здесь она сформировалась как личность и покинула родину, имея намерение выполнить конкретный план. В Домреми проявился так называемый «феномен Жанны д’Арк» — по утверждению девушки, она слышала голоса святых, которые убедили её в том, что она должна исполнить свою миссию. Этот этап биографии Жанны до настоящего времени является для историков предметом дискуссий, как наиболее значимый в жизни национальной героини Франции, и сыгравший главную роль в её судьбе.

## Время и место рождения

### Место

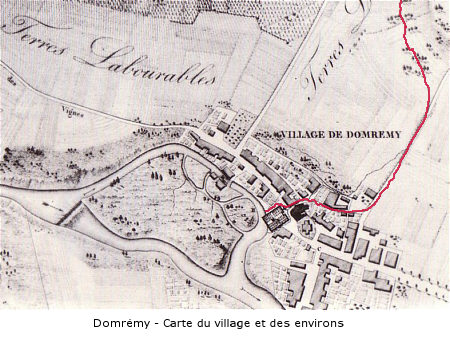
План деревни Домреми, ок. 1819 г. Чёрным отмечено расположение дома семьи д’Арк. Красная линия — ручей

Родная деревня Жанны, Домреми, в начале XV века была разделена двумя границами. По реке Маас — между королевством Франция и герцогством Лотарингия, относившимся к Священной Римской империи. Вторая граница проходила по ручью, не имевшему названия. Он делил деревню на части, одна из которых входила в королевские земли герцогства Бар, вторая относилась к той части герцогства, которая была феодом Империи. Родной дом Жанны находился на северной стороне Домреми, принадлежавшей королю Франции. Её жители обладали личной свободой и, держа феодальную землю, были обязаны выплачивать королю определённый фиксированный налог, ценз. Управление королевской частью деревни осуществлялось из кастелянства Вокулёр, в то время это было единственное кастелянство на востоке, которое подчинялось дофину Карлу. Ликвидировать этот очаг сопротивления, возглавляемый капитаном (начальником гарнизона) Робером де Бодрикуром, не могли ни англичане, ни их союзники бургундцы. Вокулёр представлял собой мощное укрепление, которое ни разу не было взято. Даже летом 1428 года, когда после осады крепости отрядом во главе которого стоял Антуан де Вержи, Бодрикур, подписав капитуляцию, тем не менее крепость не сдал.
Деревня Домреми не была занята англичанами, но её жители постоянно страдали из-за набегов лотарингских дворян, бургундцев и просто разбойников, которых покрывали местные феодалы. Однажды Жанне вместе с другими жителями Домреми пришлось бежать от бургундцев в Невшато и ждать там две недели, пока они не смогли вернуться в разорённую деревню. Этот эпизод из биографии Жанны, рассказанный ей самой, исследователи относят к лету 1428 года, тому времени, когда Вокулёр был осаждён отрядом Вержи. Жители этой части Франции знали о политической обстановке и имели представление о противоборствующих сторонах Столетней войны. В Домреми, в отличие от деревни на другом, лотарингском, берегу Мааса — Максе, сочувствовавшей бургиньонам, поддерживали арманьяков, и бывало, что между ними вспыхивали конфликты на политической почве, заканчивавшиеся драками. По показаниям Жанны на процессе в Руане, только один житель Домреми держал сторону бургундцев (Жерар д’Эпиналь). Ему со всей страстью, что вообще-то было несвойственно для Жанны, она желала смерти.

## Семья
Жозеф Фабр полагает, что дед Жанны с отцовской стороны (его имя история не сохранила) был родом из небольшого городка Арк-ан-Барруа, откуда по неизвестной причине перебрался в Сеффон, в Шампани. По обычаям того времени, он получил фамилию д‘Арк по месту своего рождения. В Сеффоне у него появился сын Жак, вынужденный оставить родной дом, видимо, из-за войны и связанных с ней лишений. В деревушке Домреми он познакомился с Изабеллой Роме, которая и принесла ему в приданое низкий и крепкий каменный дом по соседству с деревенской церковью. Дом этот существует и поныне и служит музеем детства Жанны. Следует сказать, что из внутреннего убранства ничего не осталось, да и само здание неоднократно перестраивалось в течение веков. Со времён семьи д`Арк сохраняется только огромная печь в центральной комнате, по-видимому, служившей для семьи гостиной и столовой одновременно.
Вопреки утвердившейся легенде, Жак д’Арк не был бедняком. Если надел в 20 га, о котором упоминают свидетели на процессе реабилитации состоял из пашни (около 12 га) и двух равных участков под пастбищем и лесом. Для этой части Франции подобное владение было обычно для крестьянской семьи среднего достатка. «Честный хлебопашец», как его именовали односельчане на том же процессе, Жак д’Арк владел стадом баранов и торговал шерстью, в его доме, по-видимому, останавливались мелкие дворянчики, бывшие проездом в Барруа. В 1420 году он вместе с несколькими другими крестьянами взял у сеньоров Бурлемон внаём их старый замок л'Иль (фр. l'Isle), который отныне можно было использовать, чтобы хранить деревенское добро и прятать скот во время набегов лесных разбойников или дезертиров из всех воюющих армий. Подпись Жака д’Арка стоит на договоре от 1423 года между жителями Домреми и неким Робером Саребрюкком (фр. Robert de Sarrebrück), получившим деньги в обмен на обещание не причинять вреда. Он же в 1425—1427 годах, то есть незадолго до отъезда Жанны из дому, был назначен местным сеньором деканом (сержантом, фр. doyen) общины и отвечал за налоговые сборы. Жаку д’Арку приходилось договариваться и с Робером де Бодрикуром, кастеляном Вокулера, который позднее отправит Жанну к королю в сопровождении военного эскорта. В конце июля 1429 года он приезжал в Реймс увидеться с дочерью, там ему удалось выхлопотать у короля в качестве благодарности за военные победы Жанны вечное освобождение от королевских налогов для жителей деревень Домреми и Грё, и этот королевский приказ пунктуально исполнялся вплоть до революции 1789 года. Жак д’Арк, по-видимому, умер около 1429 года — по крайней мере, после этой даты сведения о нём исчезают.
Мать Жанны, Изабелла Роме, или Изабелла де Вутон как её звали по месту рождения — деревушке Вутон, сравнительно недалеко от Домреми. Имя, включавшее личное прозвище Роме — «римлянка» (по предположению историка Колетт Бон, прозвище отражает любовь женщины к паломничествам, особенно в Рим) было редкостью в крестьянской среде. Один из братьев Изабеллы был зажиточным ремесленником (по-видимому, кровельщиком или плотником), другой — цистерцианским монахом, некий близкий родственник состоял приходским священником в Сермезе неподалёку от Домреми. У самой Изабеллы в Вутоне было земельное владение, куда после женитьбы перебрался её старший сын. В начале миссии Жанны её поддержит именно родня по материнской линии, зять сестры Изабеллы будет сопровождать Жанну в Вокулер. Изабелла Роме ставшая, после того, как король Карл VII даровал всему роду д’Арк наследственное дворянство, дамой Изабеллой, доживала свой век на попечении сына, в Орлеане, также выделившим для неё немалую пенсию. Она умерла около 1458 года.
В семье было пятеро детей, из которых Жанна была или предпоследним или младшим ребёнком. По всей видимости, семья была сплочённой и дружной. Первый сын — Жакмен или Жакло, названный в честь отца, рано женился на дочери мэра соседней деревушки Грё и умер в возрасте порядка 28 лет. В миссии сестры никакого участия не принимал. Пьер или Пьерло и наконец третий — Жан, с начала и до конца сопровождали Жанну в её походах, причём Пьер даже попал в плен вместе с ней, и с большим трудом освободился, после уплаты выкупа оставшись почти нищим. (Младшая?) сестра — Катерина, рано вышла замуж за Колена, сына мэра Грё и умерла в родах, как то случалось в те времена с каждой четвёртой женщиной во Франции. Ей не довелось увидеть отъезда сестры из дому. Оливье Анн, автор биографии освободительницы Франции, полагает, что в семье был ещё один ребёнок, умерший сразу после рождения.

## Раннее детство

### Рождение. Крещение
Год рождения Жанны точно неизвестен. Дата 6 января 1412 года чисто предположительна, и утвердилась с тех пор, как её упомянул в своей булле 1904 года папа Римский, при этом рождение Жанны он отнёс к 1409/1408 году. Ничего удивительного в этом не было — точные сведения о дне и месяце рождения в те времена не всегда сохранялись даже для принцев крови. Что касается Жанны, то как выяснилось, в Домреми не существовало даже церковной книги, где делались бы записи о крещении. Посланцы французского короля, отправившиеся с этой целью в Домреми во время оправдательного процесса, вернулись с пустыми руками. Сама Жанна, будучи спрошена о возрасте во время Руанского процесса, отвечала что ей «19 лет или около того» — иными словами, либо не знала наверняка, вслед за многими своими односельчанами, либо не хотела уточнять. Это «около того» позволяло любые толкования. Королевские судьи на оправдательном процессе даже пытались использовать этот момент как свидетельство пристрастности инквизиционного суда. В самом деле, по установлению римского права, и в гражданском и в уголовном процессе для подсудимого младше 25 лет полагался адвокат, так как неопытного юношу или девушку слишком легко представлялось запутать и ввести в заблуждение. Однако, идея эта была отставлена, так и не реализовавшись (обычно это объясняют тем, что в инквизиционном процессе подобных правил не было, да и сама по себе зацепка представлялась слабой. Сторонники «нетрадиционных версий» видят в этом прямое свидетельство, что Жанна не была дочерью Изабеллы Роме).
На самом деле, ситуация была куда более скромной. Жанну назвали одним из самых распространённых женских имён для того времени — его носили от трети до половины девочек её поколения. Через три дня после рождения, как то и требовалось по обычаю, Жанну крестил деревенский священник Жан Мине (во франкоязычной версии Руанского протокола «Нине»), уехавший из Домреми в 1423 году. Месса, как было опять же принято в подобных случаях, велась обстоятельно и долго, так как «евин пол», особенно склонный ко греху требовал специального отчитывания при рождении. Купель Жанны сохраняется до сих пор — её можно и сейчас увидеть в приходской церкви деревни, посвящённой Св. Ремигию (Сен-Реми). Несколько неожиданным представляется тот факт, что у Жанны было множество крёстных отцов и матерей, что, в общем-то было не в обычаях времени. Синодальный статут аббатства Тул ограничивает их количество двумя-тремя (а то и одним крёстным отцом и одной крёстной матерью). Сама она вспоминала на инквизиционном процессе троих из них — некую Агнессу, Сибиллу и Жанну. О первых двоих сведений нет, нигде и никем более они не упоминаются, и потому представляются два возможных решения — либо Жанна сделала ошибку, либо они ко времени процесса реабилитации уже умерли. Третьей была, по-видимому, Жанна Обри, жена мэра, что неоднократно подтверждалось свидетелями реабилитации. Кроме того, на этом процессе лично присутствовали трое — Беатриса Эстеллен, Жаннетта Тевелен ле Руайе, и Жаннетта Тьерселлен де Витель, все три к тому времени уже овдовевшие. Из них две последних настаивали, что имя новорождённой было дано в их честь. Из крёстных отцов на процессе реабилитации назвали себя таковыми Жан Ланге и Жан Барре. Остальные свидетели с точностью не могли ответить на этот вопрос, называя разное количество имён. В любом случае, если верить подсчётам, выполненным Колетт Бон, у Жанны было 6 или 7 крёстных матерей и как минимум 4 крёстных отца, совершенно исключительное событие по тем временам. Этому избыточному числу сторонники «королевского» рождения Жанны находят объяснение в том, что большое число крёстных соответствовало её высокому положению. Колетт Бон, придерживающаяся традиционных воззрений, в свою очередь предполагает, что во-первых, семья д’Арк пользовалась большим уважением в деревне, во-вторых, это мог быть знак своеобразной солидаризации перед лицом невшательских событий, о которых гудела вся округа.
Пьер де Сермуаз, сторонник «королевского» рождения, добавляет к этому красивую легенду о том, будто сама Святая Колетт навестила новорождённую, оставив в колыбели золотое кольцо с вырезанными на нём тремя крестами и надписью «Иисус Мария». Подобное кольцо действительно существовало, но кроме того, что Жанне оно «было подарено в детстве» ничего неизвестно. Существуют лишь некие весьма туманные намёки, что Изабелла Роме во время паломничества к Св. Марии в Пюи могла навестить Святую Колетт. Однако, всё остаётся на уровне догадок. Во время руанского процесса её допрашивали на тему этого кольца, пытаясь выяснить возможную связь его с «ведьминскими» чарами. Жанна коротко ответила, что это кольцо привезла с собой из Домреми, но более ничего не сказала, судьи также не касались больше этого вопроса.

### Первые семь лет
В документах Руанского процесса можно прочесть: «Дома меня называли Жанеттой, во Франции — Жанной». Жанна показала, что была прозвана «д’Арк или Роме», так как у неё на родине «дочери носят прозвание матери». Жанной д’Арк героиня Франции стала исключительно в позднейших исторических работах.
О раннем детстве, проведённом в Домреми известно из показаний её самой, сделанных во время Руанского процесса, а также из протоколов допроса свидетелей во время Процесса Реабилитации. Все они рисуют вполне типичное детство деревенской девочки на границе — игры у реки, плетение венков из полевых цветов, зимние посиделки за прядением, когда женщины деревни вдоволь могли сплетничать и делиться последними новостями. Домой затем расходились большими группами, всегда в сопровождении мужчин — по соседству был Дубовый Лес, в котором водились волки.
Дядя Жанны, зять сестры Изабеллы Роме вспоминал о том, что делал для неё свистульки, крошечные мельницы из дерева и «подсолнухи» из стружек. Сохранились имена её друзей и подруг — Симоне Мюнье, соседский мальчик, несколькими годами младше, вспоминал, как они играли вместе, а если ему случалось захворать, Жанна была готова нянчить и успокаивать его. Изабелла Деспиналь, Манжетта (или Маргарита) Суайяр, Овьетта Судна — бывшая тремя или четырьмя годами младше, вспоминали о совместных играх и первых уроках прядения и шитья, которое осваивали вместе.
Ходить в школу девочке не полагалось, с юных лет её готовили к будущей роли жены и матери. Жанетта училась прясть лён и шерсть, шить одежду — «даже не столько из необходимости, — замечает Колетта Бон, — но для того, чтобы изгнать лень, мать всех пороков». В этих занятиях Жанна, по-видимому, достигла значительных высот, так как даже во время руанского процесса не удержалась от того, чтобы похвастаться перед Кошоном что «касательно шитья и прядения не уступит ни одной руанской женщине». Это было серьёзное заявление — руанки пряли шерсть на продажу на местной ярмарке. Колетт Бон задаётся вопросом — свидетельствовало ли это, что если бы всё пошло иначе, Жанна могла бы зарабатывать себе на хлеб прядением?
Кроме того, как подтверждали один за другим свидетели, она пасла деревенское стадо, когда к тому была её очередь, работала в огороде и в поле, полола, рыхлила землю, ходила за плугом, ворошила сено. Единственное, что, пожалуй, отличало её в это время от друзей и подруг была страсть к рисованию. Два таких рисунка, наивных и детских, возможно принадлежавшие Жанне, были найдены при реставрации церкви Св. Реми, уже в начале XXI века.

## От семи до тринадцати

### Puella
С раннего детства Жанна, по её словам, горячо желала, «чтобы [французский] король владел своим королевством». В последующем она переходит к убеждению, что необходимо «спасти королевство Французское» и действовать при этом самостоятельно.
Следующие пять лет.
По средневековым представлениям, детство заканчивалось в семилетнем возрасте. В это время мальчик или девочка меняли котту — широкую детскую рубашку, которую носили с того времени, как сделали первый шаг, на обычную одежду взрослых. Около семи лет «при вхождении в разумный возраст» ребёнку полагалось принять первое причастие и далее, вплоть до замужества девочка уже считалась не «ребёнком» infans но «девицей» — puella. Этот переходный — для средневековья — возраст, «когда душа ещё чиста, но тело переполнено грехом», вводил в замешательство священнослужителей, памятующих о сотне опасностей, угрожающих новой прихожанке. Юной девушке полагалось находиться почти постоянно дома, при матери, так как нарождающаяся женственность могла привлекать интерес сластолюбцев с большой дороги. Девственность дочери приравнивалась к чести семьи, и вплоть до замужества её свободу жёстко ограничивали, дома она должна была полностью подчиняться воле старших, в церкви или ином общественном месте, где девушка всё же могла появляться, ей полагалось молчать.
Однако, на границе королевства, вдали от центров власти с их традициями и замкнутой культурой, эти строгости во многом смягчались. Во-первых, постепенный уход из семьи старших детей порождал неизбежную нехватку рабочих рук, и младшей дочери пришлось предоставить определённую свободу, необходимую при выполнении работы вне дома: пахоты, жатвы, надзора за общественным стадом. Во-вторых, церковь, деревенские праздники, деревенская солидарность, требовавшая время от времени навещать родственников, вместе есть и пить, делиться новостями и помогать друг другу (а вся родня Жанны жила не в Домреми, но в Сермезе, Бюре и Вутоне), женские посиделки и приглашения в гости и на деревенские торжества — всё это давало деревенской девочке свободу, немыслимую в больших городах. Время от времени ей приходилось становиться крёстной матерью, «от каковых приглашений отказаться было невежливо», по крайней мере два человека на процессе Реабилитации объявили, что Жанна была их восприемницей от купели.
В доме д’Арк, по обычаям времени, основную роль играл отец, он же олицетворял родительскую власть. Отец был для Жанны непререкаемым авторитетом, всё время пока он был жив, родной дом был для неё «домом отца». Однако, Жанна была, по-видимому, очень привязана к матери. Семью в более широком смысле, принимавшую все важные решения касательно браков, общих хозяйственных дел и т. д. воплощали также дяди.
В деревне все жители связаны между собой узами родства, отношением крёстных и крестников, а также соседской дружбой и взаимопомощью. Внутри этого небольшого сообщества возникали более мелкие, объединяющие между собой людей по признаку пола и возраста. Что касается женщин Домреми, они собирались вместе, чтобы прясть, обмениваясь новостями и сплетнями (это «прядильное евангелие», как тогда говорили, не дошло до наших дней и содержание их разговоров остаётся неизвестным). Объединяли также и совместные походы в церковь и приглашения на крестины и общие посиделки. Возрастные группы объединяли общие игры, образование, общие трудовые навыки, которым следовало научиться. Детская дружба сохранялась годами — так Овьетта Судна, по её собственному рассказу на процессе Реабилитации, горько плакала, когда её старшая подруга уехала прочь не попрощавшись.

### Религия и образование
Как было уже сказано, семья д’Арк не нуждалась. Жанна вместе с сестрой Катериной имела отдельную комнату, где они спали по обычаю времени в одной постели, но после ухода сестры получила и постель и комнату в полное своё распоряжение — что было достаточной редкостью для крестьянской семьи. В доме порой останавливались гости, да и само положение зажиточного крестьянина требовало, чтобы дочери были достаточно воспитаны. Было у неё и красное платье — оберег, по воззрениям того времени способный защитить ребёнка от многих напастей.
Первые уроки религии Жанна получила от матери. По её собственным словам в Руане, Изабелла обучила её основным католическим молитвам — Pater Noster, Ave Maria, Credo, все, конечно же, на французском языке; латынью в семье не владели. Будучи при королевском дворе, Жанна, вероятно, научилась писать своё имя. Однако не все исследователи согласны в этом вопросе. В. Райцес по её показаниям делает вывод, что в детстве Жанна не отличалась выдающейся религиозностью.
Д’Арки обязательно держали пост, исправно посещали церковь, отмечали основные праздники, платили десятину. Известно, что Жак д’Арк и его жена пожертвовали определённую сумму на церковь, чтобы дважды в год даже после их смерти за упокой их душ служилась определённая месса. Жанне полагалось иметь при себе небольшой мешочек с мелкими монетами (т. н. омоньер), для раздачи милостыни. Одна из свидетельниц на процессе реабилитации показала, что Жанна якобы жалела что не имеет больше денег, в противном случае, она также заплатила бы за мессу, и что она готова была уступить нищим свою постель и спать на полу у очага. Сверстники даже поддразнивали её за чрезмерную религиозность. Зачастую её видели на коленях перед священником, кающуюся в своих прегрешениях.
Деревенька Домреми была слишком мала, чтобы иметь собственную приходскую церковь, и потому ходить на мессу полагалось в соседнюю деревню Грё, несколько более крупную по размеру. Как во всех деревенских церквях, ежедневной службы здесь не было. По воскресеньям и праздникам звонили колокола, приглашающие верных на служение. Начинать полагалось в 9 часов утра, опаздывать считалось дурным тоном, хотя прежде чем начать, священник должен был дождаться сеньора де Бурлемон и его супруги, занимавших специально для них отведённую «сеньориальную» скамью. Проповедь и чтение молитв совершалось на французском языке, понятном для прихожан, которым следовало опускаться на колени, когда произносилось имя Христа, повторять слова молитвы, а также время от времени осенять себя крестным знамением. Затем, повернувшись спиной к молящимся, священник служил мессу уже на латыни.
Здесь же в церкви находились статуи Святых Катерины и Маргариты, которые по уверениям Жанны, будут позднее являться к ней, и статуя Сен-Реми (Святого Ремигия), впервые помазавшего на царство Хлодвига, короля франков, причём полагающееся для этого миро, если верить легенде, с неба принёс ему ангел.
По свидетельству приходского священника Грё, Жанна была очень религиозной (друзья порой даже поддразнивали её за это). Её постоянно видели во время совершения воскресных и праздничных месс, также когда колокола били к заутрени, она тут же прерывала пахоту или работу в саду, чтобы опуститься на колени, и прочесть положенные молитвы.
В сопровождении других девушек, а также деревенского парня, дававшегося им для охраны, ей случалось навещать и близлежащую церковь Святой Девы в Бермоне, украшая цветами находящуюся там статую.
.

### Ключ и Дерево Фей
Один из важнейших моментов обоих процессов Жанны д'Арк: инквизиционного (1431) и реабилитации (1457) — её отношение к так называемому Дереву фей, которое росло неподалёку от Домреми. Рядом с деревом бил ключ, сюда приходили больные лихорадкой, так как по местному поверью вода из него могла дать им исцеление. По словам Жанны, она слышала об этом, но не знала, излечивались ли больные, выпив воду из ключа. Дерево, росшее над ключом «дивной красоты дуб» (или бук, по свидетельству жителей Домреми, присутствовавших на процессе реабилитации), называемое также Деревом Дам или Деревом Фей, или майским деревом (le beau may, то есть «прекрасный май»), принадлежало, как говорили, рыцарю Пьеру де Бурлемону. Жанна иногда вместе с другими девочками ходила к дереву, они там плели венки, которыми украшали статую Богородицы в деревенской церкви, иногда они вешали венки на дерево. Как показывала Жанна на процессе в Руане, она слышала от других, что там жили феи, а её крёстная даже видела их. Однако сама Жанна не видела фей и не знала, были ли рассказы о них правдой или выдумкой. По всей вероятности, сказания, связанные с деревом, были пережитком языческой древности, а обряды, совершаемые возле него, были призваны умножить и сохранить урожай. Свидетели на процессе Реабилитации, по вполне понятным причинам, с большой неохотой говорили о дереве фей (при том что двое из них и вовсе отказались это делать, сославшись на плохую память), тем не менее употребляли слово logis. Logis на средневековом французском языке — это «сторожка», «домик лесника» или также — плетёный из листьев домик, который подвешивался на дерево в ритуальных целях. По всей видимости, именно в таких домиках в кроне дерева жили местные феи. Колетт Бон, исследуя этот вопрос, обращает внимание, что фея Бурлемонов появлялась по понедельникам — то есть в дни, связанные с поминовением душ умерших. Таким образом, она была, возможно, хтоническим духом, и поклонение у дерева фей было связано именно с попытками повлиять на плодоносные силы земли. Так или иначе, местные жители, в особенности дети и молодёжь, имели обыкновение плести венки под деревом, порой унося их затем в святилище Девы Марии что в Бермоне, порой — оставляя висеть на ветках, откуда эти венки чудесным образом «исчезали» (то есть феи забирали приношения).
На инквизиционном процессе сторона обвинения утверждала, что Жанна ходила к Дереву фей для того, чтобы общаться с нечистой силой.
В Домреми было три ключа — Смородинный — в 270 м от дома Жанны, у дороги, ведущей на виноградники, Лягушачий — буквально в 50 шагах от первого, позади небольшого холма, и наконец, третий, сыгравший в жизни Жанны достаточно зловещую роль.